# Ashwater
Ashwater – wieś w Anglii, w hrabstwie Devon, w dystrykcie Torridge. Leży 54 km na zachód od miasta Exeter i 304 km na zachód od Londynu.